# Костас Македонас
Костас Пакас (на гръцки: Κώστας Πάκας), известен като Костас Македонас (Κώστας Μακεδόνας, в превод Костас Македонец), е виден гръцки певец.

## Биография
Роден е на 20 февруари 1967 година в град Солун, Гърция, и по произход е от македонското влашко село Самарина. Завършва Висшето индустриално училище в родния си град. Започва да пее и се запознава с композитора Стаматис Краунакис. През 1988 г. се мести в Атина, където пее заедно с Вики Мосхолиу и Таня Цанаклиду. На следващата година издава първият си солов албум „Δεν έχω ιδέα“ (Нямам представа) с музика на Краунакис и текстове на Лина Николакопулу. Оттогава е автор над десет диска. Работи с много известни артисти, композитори и автори на текстове - Дионисис Цанкинс, Манос Елевтериу, Манолис Расулис, Танос Микруцикос. Пее на концерти заедно Алкистис Протопсалти и Янис Маркопулос. През 2005 г. получава признание от Ватикана заедно с други гръцки и чуждестранни артисти и знаменитости за безплатни представления за социални нужди.

## Дискография
- Δεν έχω ιδέα (1989)
- Μόνο μια φορά (1991, музика и текст Стаматис Краунакис)
- Τι 'ναι η πατρίδα μας (1992)
- Γουστάρω (1994, музика и текст Йоргос Зикас)
- Πάμε για ορθοπεταλιές (1996, Музика Христос Николопулос, стихове Арис Даваракис)
- Να μείνουν μόνο τα τραγούδια (1999)
- Του έρωτα το φως (2000)
- Έπεσε έρωτας (2002, музика и текст Стаматис Краунакис)
- Μη μου λες αντίο (2004, песни от едноименния сериал на АНТ1, музика Христос Николопулос и текст Ел. Яняцулас)
- Πάμε μακριά (2006)
- Γλυκά μου μάτια (2009)
- Κώστας Μακεδόνας LIVE (2009)
- Αντικριστά (2011)
- Δεν σου ανήκω (2015, музика Константинос Велиадис, текст Терпандрос, с участието на Йоргос Даларас